# اندیس تراورتن احمدآباد
تراورتن احمدآباد یک اندیس مصالح ساختمانی است که در حوالی شهر ابر کوه استان یزد قرار دارد و مادهٔ معدنی موجود در آن، تراورتن است.سنگ میزبان این اندیس شیل و مارن است و دیرینگی آن به دوران سنوزوئیک می‌رسد. 